# Lin Huiqing
Lin Huiqing (chinesisch 林慧卿, Pinyin Lín Huìqīng; * 16. Juli 1941 in Indonesien) ist eine ehemalige chinesische Tischtennisspielerin. Sie gewann fünfmal den Weltmeistertitel.

## Werdegang
Lin Huiqing war Abwehrspielerin. Sie wurde viermal für die Teilnahme an Weltmeisterschaften nominiert. Dabei wurde sie zusammen mit Zheng Minzhi 1965 und 1971 Weltmeisterin im Doppel. 1965 holte sie noch Gold mit der chinesischen Mannschaft, im Einzel gewann sie Silber hinter der Japanerin Naoko Fukazu (深津 尚子), im Mixed mit Zhang Xielin (张燮林,  Zhāng Xièlín,  Chang Shih-Lin) erreichte sie das Endspiel. Bei der WM 1971 gewann sie neben dem Doppelwettbewerb noch zwei Titel. Sie wurde Weltmeisterin im Einzel und im Mixed (mit Zhang Xielin). Mit der Mannschaft erreichte sie Platz 2.
An der WM 1973 konnte sie aufgrund einer Lebererkrankung nicht teilnehmen. Im gleichen Jahr beendete sie ihre Karriere als Leistungssportler.
1966 gewann Lin Huiqing die chinesische Meisterschaft im Einzel. 1999 wurde sie in die ITTF Hall of Fame aufgenommen.
Ab 1973 trainierte Lin Huiqing die chinesische Damennationalmannschaft. 1981 ging sie nach Japan, seit 1984 lebt sie in Hongkong.

## Turnierergebnisse
| Verband | Veranstaltung     | Jahr | Ort       | Land | Einzel    | Doppel    | Mixed     | Team |
| ------- | ----------------- | ---- | --------- | ---- | --------- | --------- | --------- | ---- |
| CHN     | Weltmeisterschaft | 1971 | Nagoya    | JPN  | Gold      | Gold      | Gold      | 2    |
| CHN     | Weltmeisterschaft | 1965 | Ljubljana | YUG  | Silber    | Gold      | Silber    | 1    |
| CHN     | Weltmeisterschaft | 1963 | Prag      | TCH  | letzte 16 | letzte 64 | letzte 32 |      |
| CHN     | Weltmeisterschaft | 1961 | Peking    | CHN  | letzte 64 | letzte 32 | letzte 64 |      |